# Dawar Bakhsh
Dawar Bakhsh, detto Bulaqi o Bulaki Mirza (in persiano داور بخش‎; Agra, 1607 – Lahore, 28 gennaio 1628), è stato un principe indiano, nipote dell'imperatore Moghul Jahangir e, per un breve periodo, imperatore titolare lui stesso durante la guerra civile fra i pretendenti al trono Khurram Shah Jahan e Shahryar Mirza.

## Biografia
Dawar Bakhsh nacque nel 1607 ad Agra, da Khusrau Mirza, figlio maggiore dell'imperatore Jahangir, e dalla figlia di Mirza Aziz Koka. Suo padre cadde in disgrazia quando cercò di usurpare il trono e fu ucciso nel 1622 dal suo fratellastro Khurram Mirza. 
Nel 1622, Dawar fu nominato governatore del Gujarat sotto la tutela del nonno Aziz Koka. 
Nel 1627, Jahangir morì e scoppiò una guerra civile per il trono fra i suoi figli Khurram e Shahryar. Shahryar era sostenuto da Nur Jahan, ultima moglie di Jahangir e madre di sua moglie Mihrunnissa; mentre Khurram era sostenuto da Asaf Khan, gran visir, fratello di Nur Jahan e padre della moglie di Khurram, Arjumand Mumtaz Mahal. Essendo Khurram lontano al momento della morte di Jahangir, Asaf Khan, per impedire a Shahryar di reclamare il trono, incoronò Dawar Bakhsh come imperatore fantoccio in attesa del suo ritorno e lo mandò a Lahore. La guerra si risolse in una vittoria per Khurram, che il 30 dicembre 1627 fu proclamato imperatore col nome di Shah Jahan.
Il nuovo imperatore procedette a giustiziare Shahryar e i suoi sostenitori, fra cui i principi Tahmuras e Hushang, e così fece anche come Dawar Bakhsh, che fu decapitato il 23 gennaio 1628. 
Nonostante l'esecuzione pubblica, si diffusero voci che Dawar fosse sfuggito alla morte e fosse fuggito in Persia. Nel 1633, gli ambasciatori in Persia del Ducato di Holstein e un certo Tavernier, vetraio francese, affermarono di averlo incontrato e di aver cenato con lui. 